# 韦利科阿尔汉格尔斯科耶农村居民点
韦利科阿尔汉格尔斯科耶农村居民点（俄语：Великоархангельское сельское поселение）是俄罗斯联邦沃罗涅日州布图尔利诺夫卡区所属的一个农村居民点。其下辖有2个居民点，行政中心为韦利科阿尔汉格尔斯科耶。据2016年统计，该农村居民点的人口为1136人。